# موش صحرایی بزرگ فلورس
موش صحرایی بزرگ فلورس (نام علمی: Papagomys armandvillei) نام یک گونه از تیره موشان است.